# تی.۱ کوکو
تی. ۱ کوکو (به انگلیسی: Sopwith_Cuckoo) یک هواگرد از نوع هواگرد اژدرافکن ساخت شرکت Sopwith Aviation Company است. هواگرد تی. ۱ کوکو نخستین پروازش را در ژوئن ۱۹۱۷ میلادی انجام داد. این هواگرد در سال ۱۹۱۸ میلادی رسماً معرفی گردید. در مجموع، تعداد ۲۳۲ فروند از این هواگرد ساخته شده‌است.